# Agence CAPA
 (février 2025).
 (août 2023).
Si vous disposez d'ouvrages ou d'articles de référence ou si vous connaissez des sites web de qualité traitant du thème abordé ici, merci de compléter l'article en donnant les références utiles à sa vérifiabilité et en les liant à la section « Notes et références ».
Pour les articles homonymes, voir Capa.
CAPA (Chabalier & Associates Press Agency) est une agence de presse et société de production française fondée le 1er août 1989 par Hervé Chabalier. Il disait ainsi son envie de raconter « tous les mondes » : « Documentaire, reportage, fiction. CAPA filme la vie des stars ou la marche des entreprises comme on filme l’actualité la plus brûlante. »  
Le groupe, qui fait partie de Newen Studios (Groupe TF1) depuis 2015, se divise en 3 filiales : CAPA Presse, CAPA Drama et CAPA Corporate.
Elle est la première agence de reportages et de documentaires en France en 2015. 

## Activités
L'agence de presse et société de production française CAPA se fait connaître dans les années 1990 avec l’émission 24 Heures, diffusée sur Canal+. L’émission signe le début d’un traitement de l’information décalé et jusque là inédit : comme l’expliquait Hervé Chabalier aux Inrocks en 2009, « Jamais une télé n’avait délégué à une boîte extérieure le traitement de l’information ».
Depuis, CAPA a notamment produit de 2006 à 2018 l’émission L'Effet Papillon, et a régulièrement collaboré à la réalisation et production de numéros d’Envoyé spécial, Spécial Investigation, des racines et des ailes, Infrarouge, 66 minutes, les soirées Thema (Arte), Pièces à conviction...
Le groupe s’est au fil des ans diversifié, notamment dans la fiction, par le biais de sa filiale CAPA Drama. On lui doit par exemple Versailles, la série française la plus chère de l’histoire de la télévision française, ainsi que la série Osmosis, diffusée sur Netflix. Il s'agit de la deuxième série originale française du leader mondial de la TV en streaming. CAPA Drama coproduit en 2022 avec Banijay Studios Marie-Antoinette (série télévisée, 2022), série historique centrée sur la vie de la jeune reine autrichienne.

## Faits notables
En 2007, le reporter Marc Garmirian est envoyé au Tchad par CAPA Presse pour un reportage sur l’association l’Arche de Zoé et son opération controversée Rescue Children. Arrêté par les autorités, le journaliste passera 11 jours en prison avec plusieurs humanitaires avant d’être rapatrié en France, le 4 novembre 2007.
En juin 2018, les deux journalistes Sebastian Perez Pezzani et Didier Barral, alors en reportage au Venezuela pour le tournage de la série documentaire Caméléon, produite par CAPA Presse pour la chaîne 13e rue, se font arrêter par la police vénézuélienne. Le duo passera une dizaine de jours en détention avant d’être relâché et renvoyé en France avec l’aide des autorités françaises.
En 2021, CAPA s'associe à Cyril Dion pour produire un long métrage cinématographique : Animal. Le film s’attaque à la grande crise écologique qu'est l'extinction de masse des espèces (68 % des populations d’animaux sauvages vertébrés disparus ces 40 dernières années).
En 2022, Alexandra Jousset et Ksenia Bolchakova remportent le 38e prix de l'audiovisuel Albert Londres pour leur film Wagner, l'armée de l'ombre de Poutine.

## Historique
En 15 février 2010, Hervé Chabalier actionnaire principal de l'agence de presse cède 60 % des parts à Fabrice Larue Capital Partners (FLCP), le reste du capital étant réparti comme suit : Hervé Chabalier (17,5 %), Canal+ (12 %) et trente cadres de l'entreprise (10,5 %).
En octobre 2012, Bernard Zekri est nommé à la tête des sociétés de production CAPA Presse et CAPA Prod en remplacement d'Hervé Chabalier.
En 2015, l'agence est rachetée par Newen Studios, du groupe TF1.
En février 2016, Philippe Levasseur est nommé directeur général de CAPA Presse.
En 2022, Benoît Thevenet est nommé directeur des Magazines et des Documentaires de Newen Studios. Il prend ainsi la direction de l'agence avec Patrice Lorton, Directeur de la rédaction.
En avril 2022, CAPA quitte son siège du 80 rue de la Croix-Nivert et s'installe au 123 boulevard de Grenelle à Paris, dans les locaux de Newen Studios.

## Logos

Logos de l'agence CAPA
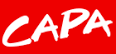
De 1989 à 2017.
De 2017 à 2018.
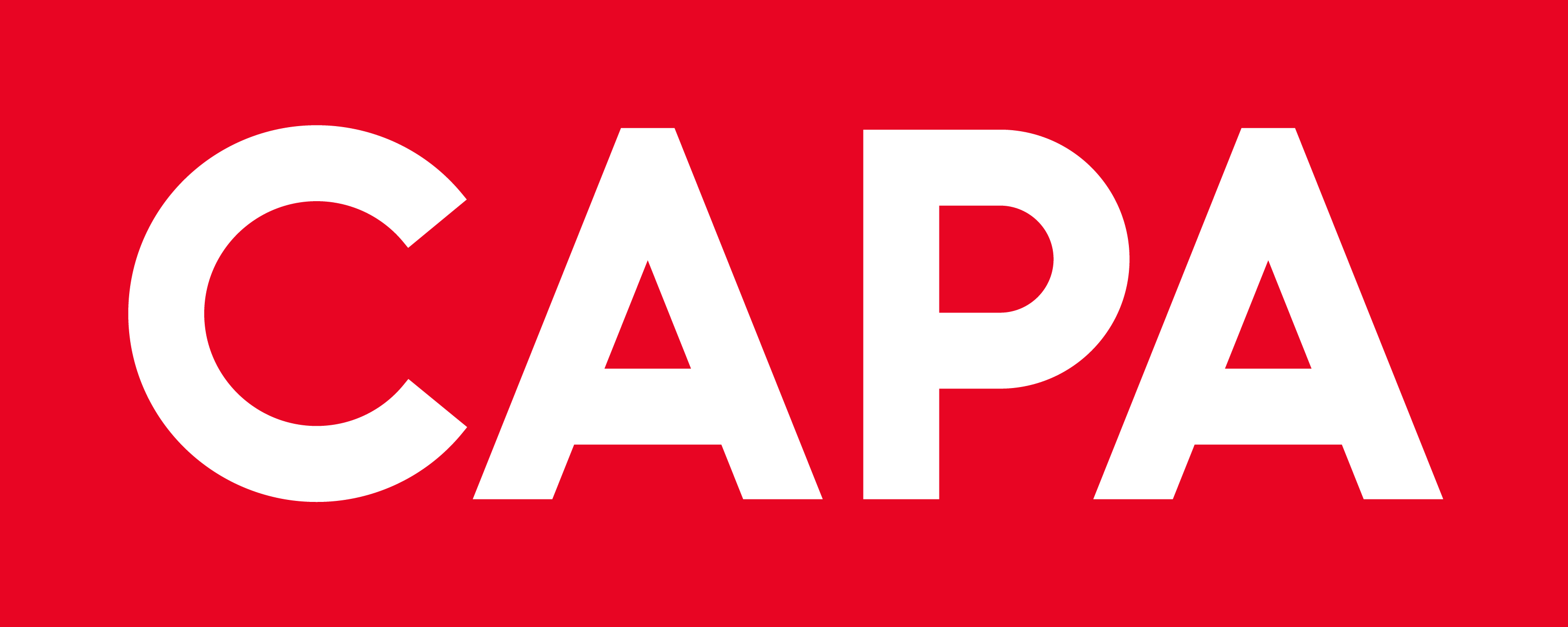
Depuis 2019.

## Filmographies sélectives

### CAPA Presse
- 1990 : J'ai 12 ans et je fais la guerre, G. De Maistre - Canal+ / France 3
- 1993 : L'enfance enchaînée, H. Dubois – 52’ – M6
- 1993 : Voleur d'organes, M.-M. Robin – 57’
- 1997 : Le saga de la greffe du cœur, L. Serfaty, J-P. Billault - 52', France 3 / RTL
- 2000 : Le business du kidnapping, D. André – 52’, France 2
- 2006 : La malédiction de naître fille, M. Loizeau, A. Marant – 52’, ARTE
- 2007 : Rape in the Ranks: the Enemy within, P. Bourgaux – 28’, France 2
- 2011 : Planète à vendre, A. Marant – 90’ – ARTE
- 2012 : Goldman Sachs, la banque qui dirige le monde, J. Fritel, M. Roche – 71’, ARTE
- 2016 : Le studio de la terreur, A. Marant - 85’ - Canal+ / Discovery
- 2018 : Daech, dans le cerveau du monstre, K. Redouani - France TV
- 2018 : Fashion Freak show, les coulisses d'une création, A. Condou - Canal +
- 2021 : Animal, C. Dion - Cinéma
- 2022 : L'influence Russe en France, A. Jousset - France 2
- 2023 : Russie, un peuple qui marche au pas, A. Jousset/K. Bolchakova/V. Dorman - Arte
- 2023 : Viol, défi de justice, A. Rawlins/M. Bonhommet - France 5
- 2024 : Hamas la fabrique d'un monstre, F. Duprat/S. Amara - Arte

### CAPA Drama
- Braquo
- Souviens-toi
- Versailles
- Osmosis
- Flic tout simplement
- Marie-Antoinette